# Бабин-Заречный
Бабин-Заречный (укр. Бабин-Зарічний) — село в Калушской общине Калушского района Ивано-Франковской области Украины. Расположено на правом берегу реки Ломница.
Население по переписи 2001 года составляло 245 человек. Занимает площадь 7,05 км². Почтовый индекс — 77351. Телефонный код — 03472.

## Улицы
В селе есть улицы:
- Ивана Франко
- Марка Черемшины
- Садовая
- Тараса Шевченко